# Kazimierz Świątek
Kazimierz Świątek (ur. 21 października 1914 w Valdze, zm. 21 lipca 2011 w Pińsku) – polski duchowny rzymskokatolicki, doktor filozofii, arcybiskup metropolita mińsko-mohylewski w latach 1991–2006, administrator apostolski diecezji pińskiej w latach 1991–2011, kardynał prezbiter od 1994, przewodniczący Konferencji Konferencji Episkopatu Białorusi w latach 1999–2006, od 2006 arcybiskup senior archidiecezji mińsko-mohylewskiej.

## Życiorys

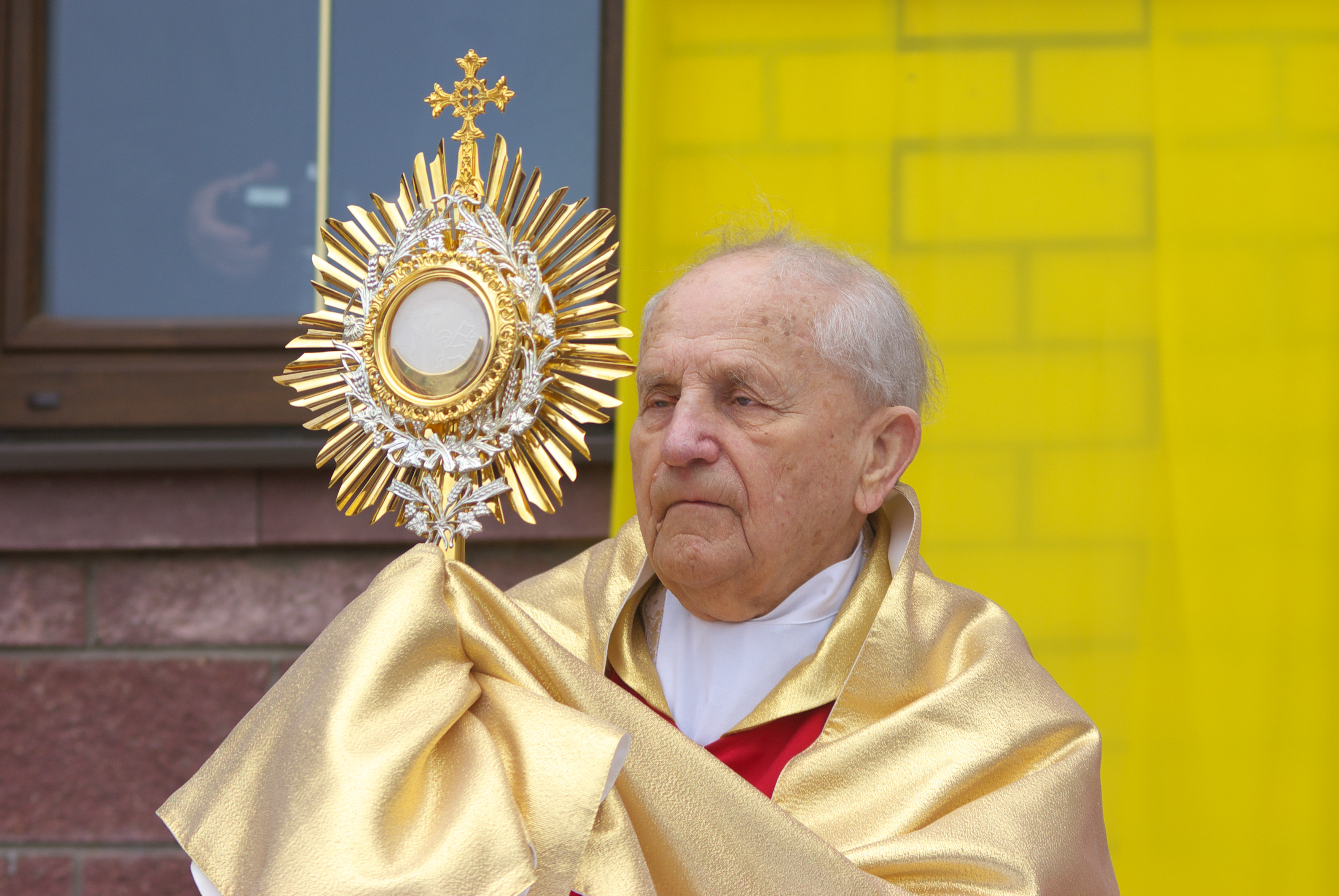
Kardynał Kazimierz Świątek podczas uroczystości Bożego Ciała w Witebsku w 2009 roku

Urodził się w patriotycznej rodzinie polskiej. Jego ojciec walczył w legionach Józefa Piłsudskiego i zginął podczas obrony Wilna przed bolszewikami w 1920. W wieku 3 lat został wraz z rodziną zesłany na Syberię w okolice Tomska. Po powrocie do Polski w 1922 osiadł w Duksztach, a w 1926 roku w Baranowiczach, gdzie uczęszczał do Gimnazjum im. Tadeusza Rejtana.
W 1932 wstąpił do seminarium duchownego w Pińsku, gdzie 8 kwietnia 1939 otrzymał święcenia kapłańskie. Następnie został skierowany jako wikariusz do historycznej parafii w Prużanie na Polesiu. Po wybuchu II wojny światowej brał udział w działalności konspiracyjnej. 21 kwietnia 1941 został aresztowany przez NKWD i uwięziony w Brześciu nad Bugiem, gdzie z powodu przekonań religijnych represjonowany był przez władze ZSRR. Skazany na karę śmierci, której wykonanie uniemożliwiło wkroczenie wojsk niemieckich w 1941. Powrócił do parafii w Prużanie, gdzie pracował w czasie okupacji niemieckiej. Po ponownym wkroczeniu Armii Czerwonej został 17 grudnia 1944 ponownie aresztowany i uwięziony w więzieniu NKWD w Mińsku, a od lutego 1945 w areszcie śledczym NKWD w Mińsku. 21 lipca 1945 skazany na 10 lat łagrów o zaostrzonym reżimie i 5 lat pozbawienia praw obywatelskich. Po krótkim pobycie w więzieniu przesyłowym w Orszy został wywieziony do zespołu łagrów w pobliżu Mariinska. Latem pracował na roli, a zimą przy wyrębie tajgi. We wrześniu 1947 został zesłany do gułagu w okolicach Workuty, gdzie dotarł 3 grudnia. Za urządzenie dla grupy Polaków Wigilii w 1947 r. następnego dnia został zesłany do punktu łagrowego w tundrze w okolicach Inty. Więźniowie mieli dopiero zbudować tu baraki, musieli więc nocować w śniegu. Pracowali przy budowie miasta Inta oraz linii kolejowej nr 303. Ksiądz Świątek pracował tam do końca wyroku, spełniając w ukryciu posługę duszpasterza dla Polaków, Litwinów i Łotyszy. 16 lipca 1954 został uwolniony, w ramach zwolnień więźniów politycznych z łagrów, na mocy decyzji Berii, a realizowanych przez Chruszczowa, i powrócił do Pińska.
Gdy na fali pieriestrojki zaczęły powstawać polskie stowarzyszenia, a wśród nich Związek Polaków na Białorusi, bardzo aktywnie włączył się w jego działalność, w którym pełnił funkcję zastępcy prezesa i wszedł do zarządu głównego.
13 kwietnia 1991 został prekonizowany arcybiskupem metropolitą archidiecezji mińsko-mohylewskiej i administratorem apostolskim diecezji pińskiej. 26 listopada 1994 został podniesiony do godności kardynalskiej. Z powodu osiągnięcia wieku emerytalnego nie uczestniczył nigdy w konklawe. Jego kościołem tytularnym był S. Gerardo Maiella. 27 września 2004 Jan Paweł II wręczył Kazimierzowi Świątkowi Nagrodę Fidei Testis (Świadek Wiary) przyznaną przez Instytut im. Pawła VI.
14 czerwca 2006 przeszedł na emeryturę, jednak pozostał administratorem apostolskim diecezji pińskiej do 14 czerwca 2011.

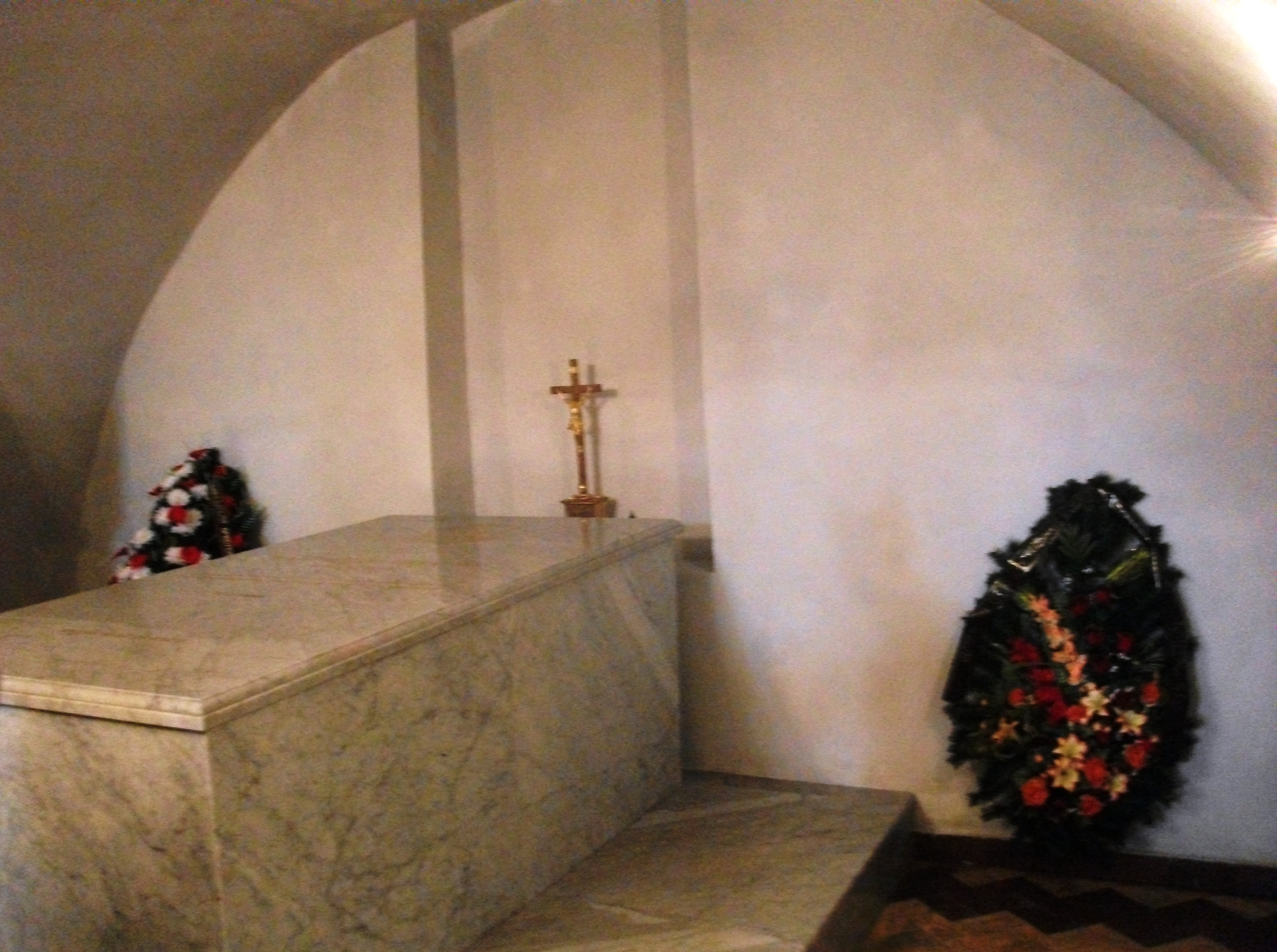
Sarkofag kardynała Kazimierza Świątka

Zmarł 21 lipca 2011 po długiej chorobie w Pińsku. 25 lipca 2011 został pochowany w katedrze pińskiej, w krypcie biskupiej. W uroczystościach pogrzebowych uczestniczyli m.in. kardynał Stanisław Dziwisz – arcybiskup metropolita krakowski, kardynał Jānis Pujats – arcybiskup senior archidiecezji ryskiej.

## Odznaczenia i wyróżnienia
- Krzyż Komandorski z Gwiazdą Orderu Odrodzenia Polski (4 lipca 1995)[10]
- Order Ecce Homo (2000) „za człowieczeństwo w obliczu śmierci, za miłość i wybaczenie, za niestrudzoną służbę na rzecz bliźnich”[11]
- Medal Polonia Mater Nostra Est (2003)
- Komandor Legii Honorowej (23 listopada 2006) „człowiekowi, który dla obywateli Francji uosabia historię narodu białoruskiego z ostatnich siedemdziesięciu lat”.
- Honorowy obywatel Pińczowa (2000)[12].